# Hundraholmstjärnen, Lappland
Hundraholmstjärnen är en sjö i Åsele kommun i Lappland och ingår i Gideälvens huvudavrinningsområde.